# Рац (купальня)
Купальня «Рац» (венг. Rác fürdő) — историческая термальная купальня в Будапеште у северного подножия горы Геллерт. Название связано с венгерским этнонимом сербов, проживавших в этой части города — Табане.
Купальня «Рац» была построена предположительно при короле Жигмонде. Её также считают купальней короля Матьяша, поскольку при нём купальня была соединена крытым коридором с королевским дворцом в Будайской крепости. Турецкая часть купальни была построена во второй половине XVI века. Вода купальни «Рац» содержит вещества, эффективные в лечении заболеваний суставов, позвоночника и системы кровообращения. О волшебных свойствах термальной воды в этой купальне оставил свои воспоминания Эвлия Челеби. Штурм Буды в 1686 году не нанёс ущерба купальне, далее она перешла в собственность императора. Леопольд I передал купальню в собственность капитана Кароя Пергаси, далее ею владела семьи Гиллинг и Заглер. В конечном итоге купальню в 1860 году приобрёл доктор Янош Генрих Непомук, который с сыном перестроил её в 1869 году по проекту Миклоша Ибля. В 1935 году город Будапешт выкупил купальню. В 2010 году завершилась реконструкция, и купальня вошла в состав комплекса отеля «Рац». При реконструкции сохранили купол и стены древней турецкой «малой купальни».
В марте 2021 года купальня вместе с принадлежащим ей отелем была выставлена на аукцион.